# Schalkham
Schalkham là một đô thị thuộc huyện Landshut trong bang Bayern nước Đức. Đô thị Schalkham có diện tích 22,71 km², dân số thời điểm ngày 31 tháng 12 năm 2006 là 938 người.